# Krajewice Duże
Krajewice Duże [pronunciación en polaco: /krajɛˈvit͡sɛ ˈduʐɛ/] es un pueblo ubicado en el distrito administrativo de Gmina Zawidz, dentro del Condado de Sierpc, Voivodato de Mazovia, en el este de Polonia central. Se encuentra aproximadamente a 6 kilómetros al suroeste de Zawidz, a 15 kilómetros al sureste de Sierpc, y a 103 kilómetros al noroeste de Varsovia.